# 耶路撒冷历史
根據許多考古发现，今天的耶路撒冷的开发可以追溯到公元前四千年，关于该市最早的文字记载见于前19世纪的埃及诅咒祷文和前14世纪的阿馬爾奈文書。
大约在西元前1000年，大卫王率领以色列人屠杀了耶布斯人，夺取了该城，向南扩建了城市并定都于此，更改成今天的名称「Yerushalayim（耶路撒拉冷）」。他將約櫃迁到耶路撒冷并为约柜建立会幕，还想进一步建造圣殿，却被耶和华的先知拿單所阻止。

## 圣殿时期
大卫的统治结束于前970年，他的儿子所罗门继承了王位。 在《圣经·列王紀上》第五章至第六章记载，所罗门在即位後第四年開始，花费十年时间在城内建造了第一座圣殿。所罗门圣殿所在的地方是最后确知的约柜所在的地方，后来在犹太人历史中一直具有重要地位（在一定程度上对基督教也很重要），也是犹太人崇拜的焦点。这座聖殿採用來自泰爾（Tyre）的岩石及香柏建造，成为当地最重要的礼拜地，並取代了其他地方的祭壇。到“第一聖殿期”末，这座聖殿成为全国唯一的宗教场所和朝圣的中心。

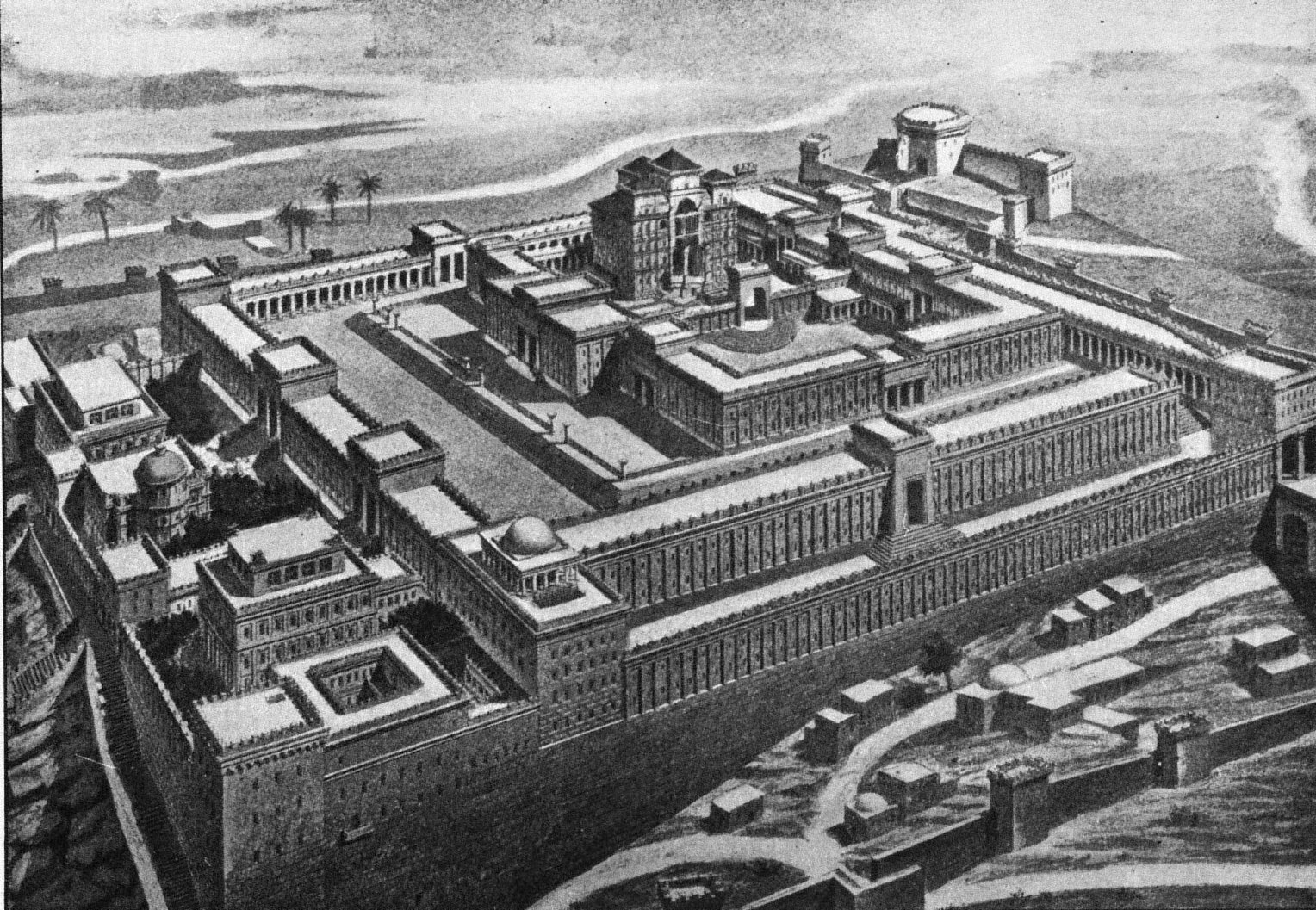
第一圣殿復原图

此后的400年（直到前586年所罗门圣殿被毁）被称为第一圣殿时期，这一时期开始于所罗门去世（前931年），北方10个支派分裂出去，成立了以色列王国（首都位于撒马利亚）。在大卫和所罗门后裔的统治下，而耶路撒冷仍然是南方犹大王国的京城，长达300多年。前722年，亚述征服了北方的以色列王国。前607年，巴比倫国王尼布甲尼撒二世攻破耶路撒冷，年轻的国王约雅斤和大多数贵族均被掳到巴比伦囚禁。在西底家的领导下，耶路撒冷反抗巴比倫的占领，前588年尼布甲尼撒二世率领大军围攻耶路撒冷。18个月后，巴比伦军队占领并摧毁这座城市，城墙被毁，聖殿被焚，圣殿中大批的金银器皿则被带到巴比伦。尼布甲尼撒俘获了西底家，在他眼前杀了他的众子，并且剜了西底家的眼睛，用铜链锁着带到巴比伦。
前538年，巴比伦之囚70年后，波斯帝国居鲁士大帝灭亡巴比倫，允许犹太人回到犹太地重建耶路撒冷圣殿，圣殿重建工程在前515年3月（大流士一世在位第六年），也就是第一圣殿被毁70年后完成。接着尼希米又重新修建耶路撒冷城墙，使城市又恢复了繁荣。此后600年间，犹太地先后是波斯、希腊和罗马的一个省份，耶路撒冷则是犹太省的首府。在罗马统治的前期，曾委任代理王大希律王进行统治，大希律王在位时扩建了圣殿。公元6年，犹太地直接归属罗马统治。
66年，一次反抗罗马的起义失败后，罗马军队围困耶路撒冷，但是很快撤军。犹太人本以为危机已经过去，不想公元70年，提多将军率领的罗马大军再次围困耶路撒冷达4个月25天之久，罗马军队利用先进的装备和攻城设施系统地拆除了城墙，入城后拆毁了圣殿（只剩下部分墙基，即西墙）。由于正值犹太人的一个大型节日，城内粮食很快消耗殆尽，甚至出现人吃人的现象，围困其间有大约110万人丧生，97000犹太人被俘虏，很多被卖到埃及成为奴隶。到大约130年耶路撒冷没有人居住，之后罗马皇帝哈德良重建耶路撒冷城，但是作为惩罚措施，下令在希伯来历埃波月九日，即耶路撒冷遭巴比伦和罗马军兵两次攻陷的周年记念日（恰巧是同一日），将耶路撒冷彻底铲平，在原址新建罗马城市爱利亚加比多连，圣殿山上另建罗马神庙；同时将所有犹太人赶出巴勒斯坦，禁止犹太人在耶路撒冷居住。400年间，犹太人不准进入耶路撒冷。

## 控制权的转移

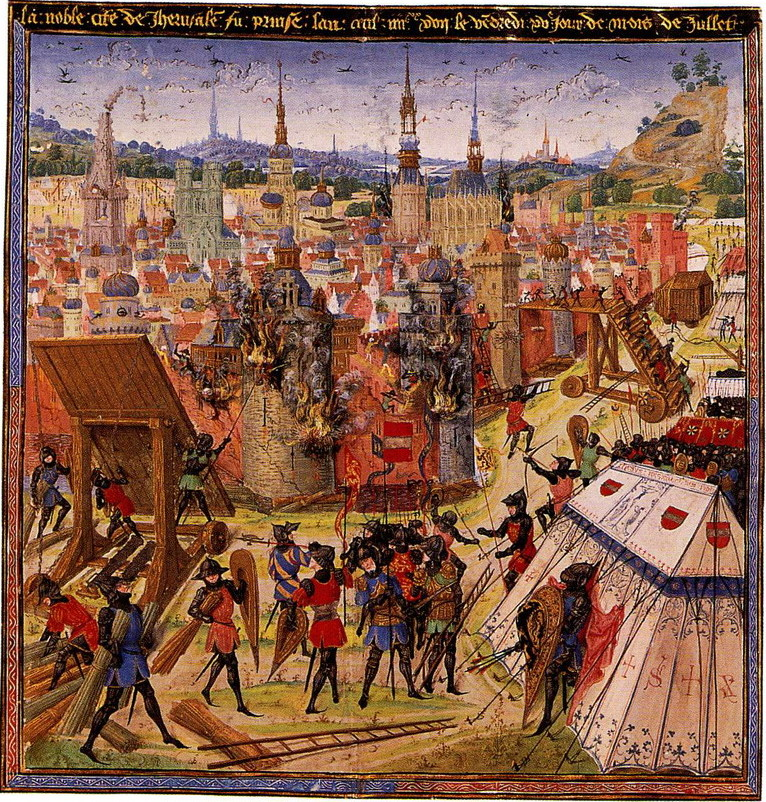
第一次十字军攻占耶路撒冷

此后的5个世纪中，该市一直在罗马帝国和拜占庭帝国的统治之下。4世纪，罗马帝国皇帝君士坦丁一世控制该市期间，耶路撒冷变成了一个基督教中心，建造了圣墓教堂。当时，虽然仍然禁止犹太人居住耶路撒冷，但他们已经开始在每年的埃波月九日来到西墙前哭泣。在罗马帝国分裂后的拜占庭帝国统治下，这座城市在基督教勢力中得到了很好的保护。当时在宗教方面相对宽容，从5世纪开始，犹太人重新被允许住在耶路撒冷。
638年，阿拉伯帝国的第一个征服目标就是耶路撒冷。虽然《古兰经》中从未提到过耶路撒冷，但伊斯兰传统认为，先知穆罕默德是在耶路撒冷升天接受《古兰经》的。于是，在691年，阿拉伯哈里发阿布杜勒·马里克在登霄石，即圣殿山聖殿的原址上建造了圆顶清真寺（萨赫拉清真寺）。传说在这個地方亚伯拉罕準備以他的儿子作奉獻祭，《圣经》上记载他奉獻的是小兒子以撒（Isaac，又譯易司哈格），穆斯林認為他奉獻的是大兒子伊希梅尔（Ishmael，又譯以實瑪利或依市瑪耳）。三个世纪后他们又在这里建造了阿克萨清真寺。在穆斯林统治初期，在宗教上比较宽容，住在耶路撒冷的基督徒和犹太人在缴纳人头税后，可以获得自治权。但1010年，埃及的法蒂玛王朝哈里发哈基姆下令摧毁耶路撒冷所有的基督教堂和犹太会堂。
1099年，第一次十字军包围了耶路撒冷，一个多月后的7月15日，耶路撒冷被十字军攻占。十字军进城后，屠杀了城内大多数穆斯林和犹太人。1109年，十字军在这里建立了耶路撒冷王国，穆斯林不准入城。1173年，一个来到耶路撒冷的人写说，耶路撒冷是一座小城市，充满了东正教教徒、亚美尼亚人、希腊人和格鲁吉亚人，只有200名犹太人住在城市的一角。
1187年，埃及穆斯林苏丹萨拉丁又重新占领了耶路撒冷。1219年，大马士革的苏丹下令将城墙销毁。
1228年—1229年，神圣罗马帝国皇帝腓特烈二世组织了第六次十字军东征，通过与埃及签定条约，重新得到耶路撒冷。1239年，他开始重建城墙，但不久它们又被拆毁。1243年，基督徒再次占领耶路撒冷，又重建城墙。
1244年，被蒙古亡国的花剌子模在逃亡途中占领耶路撒冷，1247年，花剌子模被埃及人驱逐。1248年—1254年，教皇英诺森四世发动第七次十字军，但无法夺回耶路撒冷。
1260年，埃及奴隶骑兵马木鲁克夺取耶路撒冷，该城的犹太人不得不逃到周围的村庄避难。1291年耶路撒冷王国的最后一个据点阿卡城被馬木路克人攻陷，耶路撒冷王国不复存在。1482年，一个来耶路撒冷访问的多明我会教士说，耶路撒冷是一个“几个不同的民族生活在此的城市，它是所有罪恶的集合”。作为罪恶他列举了撒拉逊人、希腊人、叙利亚人、东正教徒、景教徒、亚美尼亚人、格鲁吉亚人、玛洛尼教徒、贝都因人、刺客、穆斯林和“最可憎的”犹太人。只有罗马天主教徒“在他们心中盼望基督王子的到来，来将所有的国家纳入罗马天主教会的统治下。”

## 鄂圖曼帝国時期

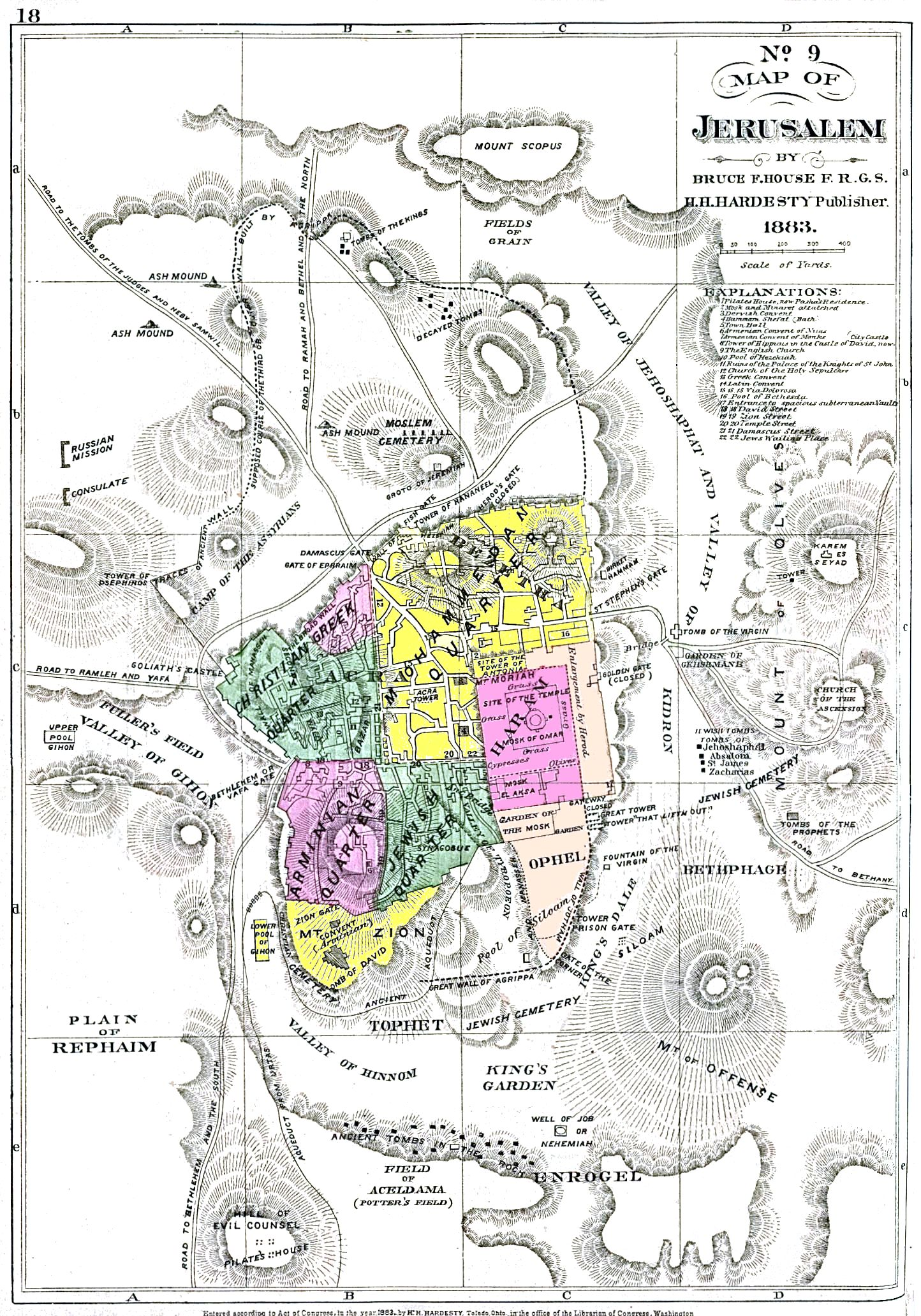
1833年耶路撒冷地图

1517年，鄂圖曼帝国占领耶路撒冷，他们控制该城市直到20世纪，这时耶路撒冷重新开始繁荣，城墙和老城也被重建，城内任何宗教都可以存在，但鄂图曼帝国后来的无能统治机构使耶路撒冷的经济陷入了缓慢的衰退。到18世纪60年代，耶路撒冷的面积只有1平方公里，但已经拥挤不堪。居民开始在城墙外建新城。俄罗斯东正教会在城门外建造了一幢大楼。首先开始在城外建造的当地居民是犹太人。其他人模仿他们的榜样开始在城外西部和北部建造新的居民区。最后，这些居民区不断扩大，连接到一起，成为新城。
19世纪初，耶路撒冷只有不足8000人口，但依然是一个对犹太教、基督教和伊斯兰教都很重要的城市。城市居民分四个部分：犹太人、基督徒、穆斯林和亚美尼亚人。犹太人主要住在哭墙上方的山坡上（东南），基督徒主要住在圣墓教堂附近（西北），穆斯林主要住在圣殿山附近（东北），亚美尼亚人主要住在西南。虽然这个分化并不绝对，但后来它是英国管理时期（1917年至1948年）将城市分为四个区的基础。各大宗教内部又包括了许多教派，比如圣墓教堂同时归希腊东正教、罗马天主教、亚美尼亚教会、埃及教会和埃塞俄比亚教会使用，各教派之间互相冲突，以至于圣坛的钥匙要交给一个“中立的”穆斯林家庭保管。
19世纪，耶路撒冷发生了一些对这座城市产生了长期影响的变化，它们的影响一直延伸到今天，而且是巴勒斯坦人与以色列对耶路撒冷争执的根本。首先是从沙皇俄国、东欧和中东，不断有犹太人为逃避宗教迫害而移居这里，这改变了城市内人群的分配比例。最早的移民是极端正统派的犹太人，其中有一些是老人，他们回到这里，准备死后安葬在橄榄山上；另一些是年轻的学生，他们随同家庭到这里来，等待救世主的来临。与此同时，趁着奥斯曼帝国的衰落，欧洲殖民国家开始将它们的影响伸向耶路撒冷。这也是一个基督教复苏的时期，许多基督教派派传教士来到耶路撒冷来转化穆斯林和犹太人，他们相信这可以加速耶穌再次降临人间。最后，欧洲殖民主义与宗教热诚也引起了考古学家对《圣经》中所描述的地区，尤其是对耶路撒冷发生兴趣。一些考古队做了一些很引人瞩目的发现，这就更加引起了人们对耶路撒冷的兴趣。
在第一次世界大战后期的1917年，英军中东总司令艾伦比（Edmund Allenby）将军向土耳其发动总攻，取得耶路撒冷战役的胜利，占领了该城。当1917年12月11日英军占领耶路撒冷时，新城已经形成一片错综复杂的居民区群，每个居民区有一个不同的种族构成。在英国统治下，这个发展继续下去，最后，老城区演变为一个贫穷的老居民区。英国人规定耶路撒冷的建筑外表必须是沙岩做成的，来保护城市原貌。
1922年国际联盟批准贝尔福宣言，委托英国托管巴勒斯坦，并帮助在该地区建立一个犹太国家。托管时期该市西部和北部建起了新的花园郊区，并且建立了高等教育机构，如希伯来大学创建于1925年。

## 以色列建国
随着犹太移民的增加，他们和阿拉伯人的冲突也逐渐升级。在第二次世界大战前夕的1939年，英国公布了巴勒斯坦白皮书停止犹太人的移民，限制犹太人购买阿拉伯人的土地，准备把巴勒斯坦逐步移交给一个阿拉伯人占多数的当地政府，犹太人可在该政府管辖下高度自治。但是到战后，由于从德国集中营里解放出来的几十万犹太囚徒偷渡来到巴勒斯坦的压力增加，英国既无法妥善处理阿以矛盾，而拒绝接受犹太人大屠杀幸存者又遭到国际舆论的一致谴责，同时犹太人针对英国的暴力活动迅速升级，于是，在1947年2月15日，英国被迫宣布把巴勒斯坦问题转交联合国处理。在进行调查以后，11月29日的联合国大会辩论巴勒斯坦问题，以33票对13票通过了分立建国方案，对于耶路撒冷，则计划成立一个联合国管理下的特别国际政权，即不属于犹太人国家也不属于阿拉伯人国家的一部分，不过这个计划从未实现。1948年5月14日以色列宣布建国时，第一次中东战争爆发，战争结束时，耶路撒冷西部被新成立的以色列国占领，而东耶路撒冷（包括老城和西岸）被外约旦（今约旦）占领。除英国和巴基斯坦外，其他国家都没有承认约旦对耶路撒冷东部和西岸的占领。1949年，以色列和约旦签订停战协定，划定的停火线穿过耶路撒冷的市中心。此后直到1967年，东西耶路撒冷分别属于约旦和以色列。1950年，以色列定都西耶路撒冷。
在1967年六日战争中，以色列占领耶路撒冷东部，立刻开始将整个城市歸入以色列的控制。它占领了6.4平方公里的原约旦的耶路撒冷和64平方千米的西岸并将这块地方改名为“东耶路撒冷”。被占领地区的居民假如自动放弃他们的约旦国籍的话可以获得以色列国籍，但大多数人没有接受这个待遇。
1980年以色列国会制定了《基本法：耶路撒冷—以色列的首都》，确定耶路撒冷是以色列「永远的和不可分割的首都」，而巴勒斯坦自治政府也宣布东耶路撒冷将成为未来巴勒斯坦国的首都。
2017年12月6日，美国总统特朗普宣布承认耶路撒冷为以色列首都。启动美驻以使馆迁往耶路撒冷的进程。美国在中东的盟国警告，这一举动可能引发大范围动荡。这将是美国总统首次作出这一表态，引发中东多国强烈反对。中东多国警告，此举可能引发“危险后果”，破坏巴以和平进程。